# San Manuel Colohete
San Manuel Colohete est une municipalité du Honduras, située dans le département de Lempira. La municipalité comprend 10 villages et 85 hameaux. Elle est fondée en 1901.

## Source de la traduction
- (en) Cet article est partiellement ou en totalité issu de l’article de Wikipédia en anglais intitulé « San Manuel Colohete » (voir la liste des auteurs).